# Wilhelm Gesenius
Heinrich Friedrich Wilhelm Gesenius (3 de febrer de 1786- 23 d'octubre de 1842) va ser un orientalista alemany i crític bíblic originari de Nordhausen, una ciutat al vessant sud de les muntanyes Harz, a Turíngia, Alemanya.
El 1803 es va iniciar com a estudiant de Filosofia i Teologia a la Universitat de Helmstedt, on Heinrich Henke va ser el seu professor més influent; però l'última part del seu curs universitari la va estudiar a la Universitat de Göttingen, on Johann Gottfried Eichhorn i Thomas Christian Tychsen en aquells dies estaven en la cúspide de la seva popularitat. Després de la graduació en 1806 es va convertir en Repetent i Privatdozent a Göttingen; i, com ell mateix s'enorgullia de dir posteriorment, va tenir August Neander com a primer alumne d'Hebreu. El 1810 es va convertir en professor extraordinarius de Teologia, i en 1811 ordinarius, a la Universitat de Trobi, on malgrat molts oferiments d'altes propostes d'altres centres, hi va passar la resta de la seva vida.
Va ser professor impartint classes durant aproximadament 30 anys. L'única interrupció va ocórrer el 1813-1814, ocasionada per la Guerra d'Alliberament alemany (Guerra de la Sisena Coalició), durant la qual es va tancar la universitat, i altres ocasionades per dos tours literaris perllongats, primer el 1820 a París, Londres i Oxford amb el seu col·lega Johann Karl Thilo (1794-1853) per la recerca i anàlisi de rars manuscrits orientals, i en 1835 a Anglaterra i als Països Baixos relacionada amb el seu estudi fenicis. Gesenius es va convertir en el professor d'hebreu i introducció a l'Antic Testament més popular així com d'exegesi a Alemanya; durant els seus últims anys prop de 500 estudiants atenien a les seves classes. Els seus estudiants més eminents van ser Peter von Bohlen, A.G. Hoffmann, Hermann Hupfeld, Emil Rödiger, J.F. Tuch, Johann Karl Wilhelm Vatke i Theodor Benfey.